# Первая партия Островов Кука
Первая партия Островов Кука (англ. Cook Islands First Party) (также известная под названием Партия Демо-Туму (англ. Demo Tumu Party) или Настоящая демократическая партия) — в прошлом одна из политических партий Островов Кука. Была основана премьер-министром страны Джимом Марураи. Находилась у власти в результате создания коалиционного правительства с Партией Островов Кука, главным оппонентом Демократической партии Островов Кука, а позднее с демократами. Была распущена перед парламентскими выборами в 2006 году, когда Марураи вернулся в Демократическую партию.